# Epureni (gmina)
Epureni – gmina w Rumunii, w okręgu Vaslui. Obejmuje miejscowości Bârlălești, Bursuci, Epureni i Horga. W 2011 roku liczyła 3081 mieszkańców.